# Callistodontopyge decora
Callistodontopyge decora är en mångfotingart som beskrevs av Hoffman och Howell 1981. Callistodontopyge decora ingår i släktet Callistodontopyge och familjen Odontopygidae. Inga underarter finns listade i Catalogue of Life.